# Euphorbia bravoana
Euphorbia bravoana är en törelväxtart som beskrevs av Eric R.Svensson Sventenius. Euphorbia bravoana ingår i släktet törlar, och familjen törelväxter. Inga underarter finns listade i Catalogue of Life.

## Källor

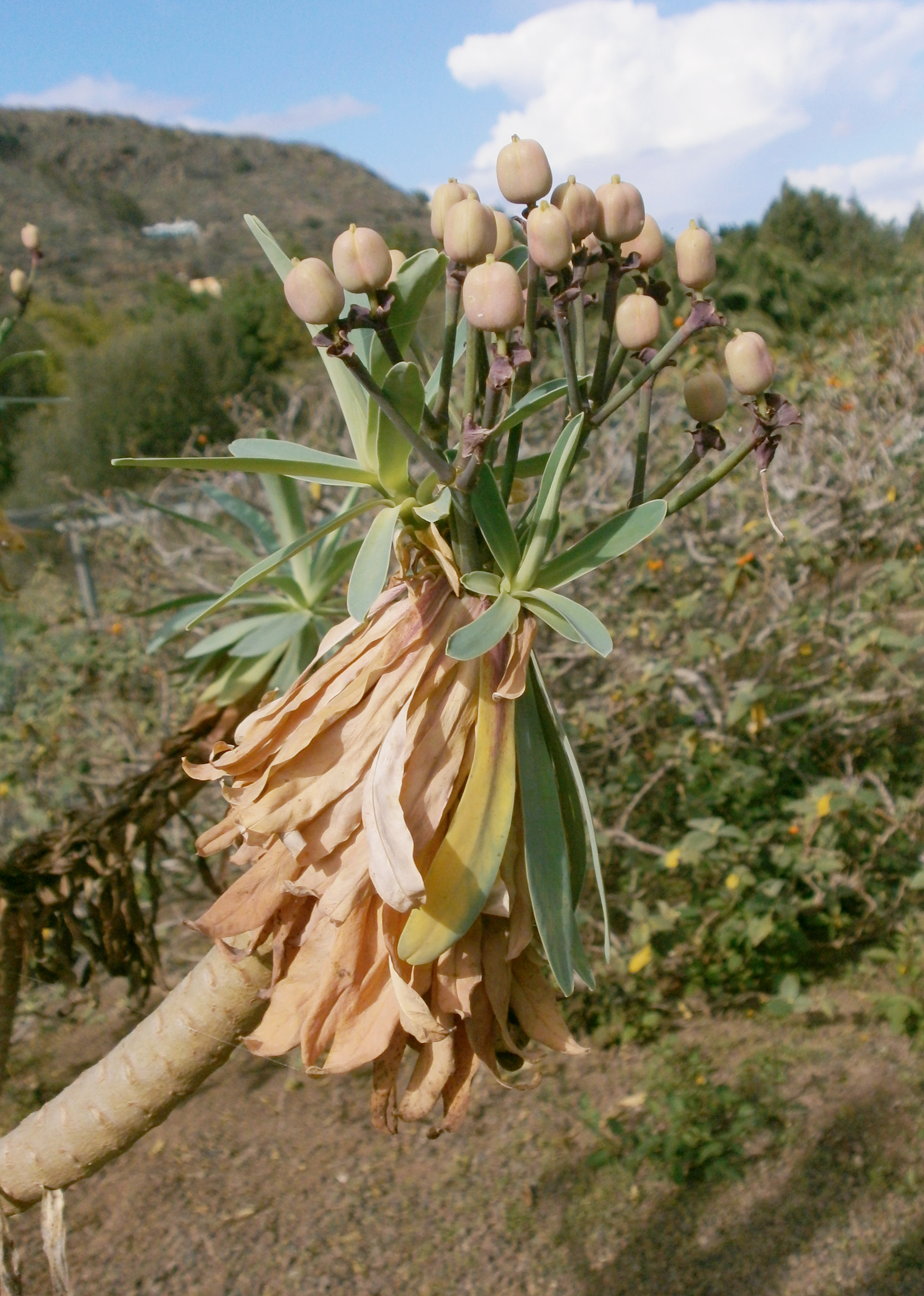